# Bullets Over Broadway
Bullets Over Broadway (Brasil: Tiros na Broadway / Portugal: Balas sobre a Broadway) é um filme norte-americano de 1994 dirigido por Woody Allen.

## Elenco principal
- John Cusack .... David Shayne
- Dianne Wiest .... Helen Sinclair
- Jennifer Tilly .... Olive Neal
- Chazz Palminteri .... Cheech
- Mary-Louise Parker .... Ellen
- Jack Warden .... Julian Marx
- Joe Viterelli .... Nick Valenti
- Rob Reiner .... Sheldon Flender
- Tracey Ullman .... Eden Brent
- Jim Broadbent .... Warner Purcell
- Harvey Fierstein .... Sid Loomis
- Stacey Nelkin .... Rita
- Malgorzata Zajaczkowska .... Lili (as Margaret Sophie Stein)
- Charles Cragin .... Rifkin
- Nina Sonja Peterson .... Josette (as Nina Sonya Peterson)
- Edie Falco .... Lorna
- Hope W. Sacharoff .... Hilda Marx
- Debi Mazar .... Violet
- Brian McConnachie .... Mitch Sabine
- Tony Sirico .... Rocco

## Prêmios e indicações
Oscar 1995
- Vencedor: Melhor atriz coadjuvante (Dianne Wiest)[3]
- Indicado nas categorias:[4]

Melhor diretor (Woody Allen)
Melhor ator coadjuvante (Chazz Palminteri)
Melhor atriz coadjuvante (Jennifer Tilly)
Melhor direção de arte (Santo Loquasto e Susan Bode)
Melhor figurino (Jeffrey Kurland)
Melhor roteiro original
Prémio Screen Actors Guild
- Vencedor: Melhor atriz coadjuvante no cinema (Dianne Wiest)[2]
- Indicado: Melhor ator coadjuvante no cinema (Chazz Palminteri)[5]